# Dorothy Swaine Thomas
Pour les articles homonymes, voir Thomas (nom de famille).
Dorothy Swaine Thomas (24 octobre 1899 - 1er mai 1977) est une sociologue et économiste américaine. Elle est la 42e présidente de l'Association américaine de sociologie et la première femme à ce poste. 

## Biographie et carrière
Thomas est née le 24 octobre 1899 à Baltimore, Maryland, de John Knight et Sarah Swaine Thomas.  
Thomas obtient un bachelor of arts du Barnard College en 1922 puis un doctorat de la London School of Economics en 1924. Pour son travail là-bas, elle a reçu la médaille de recherche Hutchinson. 
Entre 1924 et 1948, Thomas occupe des postes de recherche et d'enseignement dans diverses institutions aux États-Unis et en Europe, notamment à l'université de Californie à Berkeley, au Columbia Teachers College (en), à la Federal Reserve Bank de New York et à l'Institut des sciences sociales de l'université de Stockholm. 
Avec William Isaac Thomas, elle écrit le livre The Child in America en 1928. Ils y formulent le théorème de Thomas, une théorie sociologique. Elle épouse William I. Thomas en 1935. 
À partir de 1948, elle travaille à l'université de Pennsylvanie, à la Wharton School, d'abord en tant que première professeure de l'Institut en recherche sociologique, puis en tant que codirectrice ou directrice de diverses institutions, en particulier le Population Studies Center. Parmi ses étudiants figure Ann R. Miller (en), également associée depuis de nombreuses années au Population Studies Center. 
Le principal domaine de recherche de Thomas est la croissance démographique, en particulier son aspect statistique. Elle écrit un ouvrage en plusieurs volumes avec Simon Kuznets sur le développement de la population et de l'économie des États-Unis. 
En 1942, elle est élue membre de la Société américaine de statistique.  
En 1958-59, elle est présidente de la Population Association of America.  
Après sa retraite en 1970, elle reçoit un doctorat honorifique de l'université de Pennsylvanie. 
Thomas est décédée le 1er mai 1977 à Bethesda, Maryland. 

## Travaux
- William I. Thomas, Dorothy S. Thomas: The child in America, Knopf, New York 1928.
- Dorothy S. Thomas, Simon Kuznets: Population Redistribution and Economic Growth: United States, 1870–1950, 3 vols, Philadelphie 1957–1964.
- Theresa Wobbe (de) & Claudia Honegger (de) (éd.): Women in Sociology. Nine portraits (sic) Beck, Munich 1998.  (ISBN 978-3-406-39298-6) (sauf DST: Frieda Wunderlich, Marie Jahoda, Jenny d'Héricourt, Mathilde Vaerting, Beatrice Potter Webb, Jane Addams, Harriet Martineau et Marianne Weber).